# Lidová slovesnost
Lidová slovesnost, někdy ztotožňována s pojmy ústní lidová slovesnost, ústní lidová tvorba nebo folklor, je součást lidové duchovní kultury, jíž se zabývá slovesná folkloristika. Lidová slovesnost zahrnuje projevy, které vznikají spontánně, nejsou písemně fixovány a tradují se zejména ústním podáním. Lidová slovesnost se vyznačuje bezprostřední komunikací interpreta s posluchači a výskytem ustálených formulí.

## Folklorní žánry
Útvary lidové slovesnosti se dělí na tzv. folklorní žánry. Folklorním žánrem se rozumí soubor textů se společnými vlastnostmi (např. tematikou, funkcí). Vlastní žánry lze třídit do tzv. žánrových skupin, které se liší v závislosti na úzu ve folkloristice toho kterého státu. V české slovesné folkloristice se používá třídění do šesti žánrových skupin:
- lidová próza – pohádky, legendy, pověsti, pověrečné povídky, humorky, povídky ze života
- malé folklorní žánry – přísloví, pranostiky, pořekadla, hádanky, zaříkání a zaklínání
- textová složka lidové písně
- lidové divadlo – obřadní, obchůzkové, selské a loutkové hry
- dětský folklor – říkadla, rozpočítadla, dětské hry a obřady
- psaný folklor – nápisy či verše na domech, džbánech, kraslicích, šátcích apod.

## Charakteristické rysy
- anonymita (není znám autor)
- kolektivnost (podílí se více autorů, není originální)
- všeobecná znalost
- účelovost (je zde účel)
- variabilita (existují různé verze)
- synkretičnost (spojuje různé žánry, nedodržuje pravidla)